# Otín (powiat Igława)
Otín – miejscowość i gmina (obec) w Czechach, w kraju Wysoczyna, w powiecie Igława. W 2022 roku liczyła 85 mieszkańców.